# 赛博朋克 (角色扮演游戏)
《赛博朋克》（英語：Cyberpunk）是一款由迈克·庞德史密斯設計、R.Talsorian Games發行的反乌托邦式桌上角色扮演遊戲。系列首版作品於1988年發行，截至2020年，该系列一共推出四版作品。為避免與賽博龐克的艺术类型混淆，本系列通常被人稱呼為《赛博朋克2020》或《赛博朋克：红》，二者分別取自系列第二版与第四版作品的名称。

## 设定

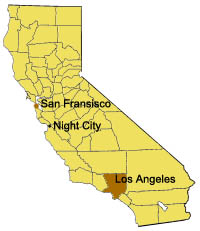
《電馭叛客》系列中夜之城在美国的位置。

《赛博朋克》存在於虚构的時空背景，其时间线與現實世界的分支點為1990年。随着游戏新版本的推出，时间线从第一版中2013年的设定，延续到《赛博朋克红》中2045年的设定。
故事起源自1980年代的美国陷入中美洲冲突，使得国内经济崩溃并爆发军事政变，最终导致欧洲经济共同体（European Common Market）和日本成为超级大国，苏联也并未解体。同时期迅速发展的轨道栖息地纷纷独立，巨型公司的崛起使它们相互争夺主导地位。全球范围内爆发瘟疫和饥荒，中东地区因为1990年代末的核战争变成了一片充满放射尘埃的废土。在战争背景下，生物工程学取得了快速发展，产生了机械假肢（义体）和直接人机接口。由于中美洲战争和经济下行，政府与社会治安力量匮乏，暴力现象普遍存在。人们面临着技术冲击，难以抵挡合成肌肉组织、有机电路和设计药物所构成的世界。
《赛博朋克》故事的主要场景为虚构的“夜之城”（Night City），位于美国西海岸的洛杉矶和旧金山之间。夜之城拥有五百万人口，社会高度分化，玩家必须在帮派混战、公司竞争和政治阴谋中生存下来。

## 玩法
《赛博朋克》的规则基于R. Talsorian的聯鎖系統。核心游戏机制概念是困难值（Difficulty Values），为衡量玩家在特定任务上成功或失败的标准。玩家将取角色相应的属性值，与技能等修饰值相加，最后添加十面骰的点数。为了成功，他们必须超过由游戏主持人所分配任务的困难值。《赛博朋克》是最早使用这一概念的桌面游戏之一。

## 历史

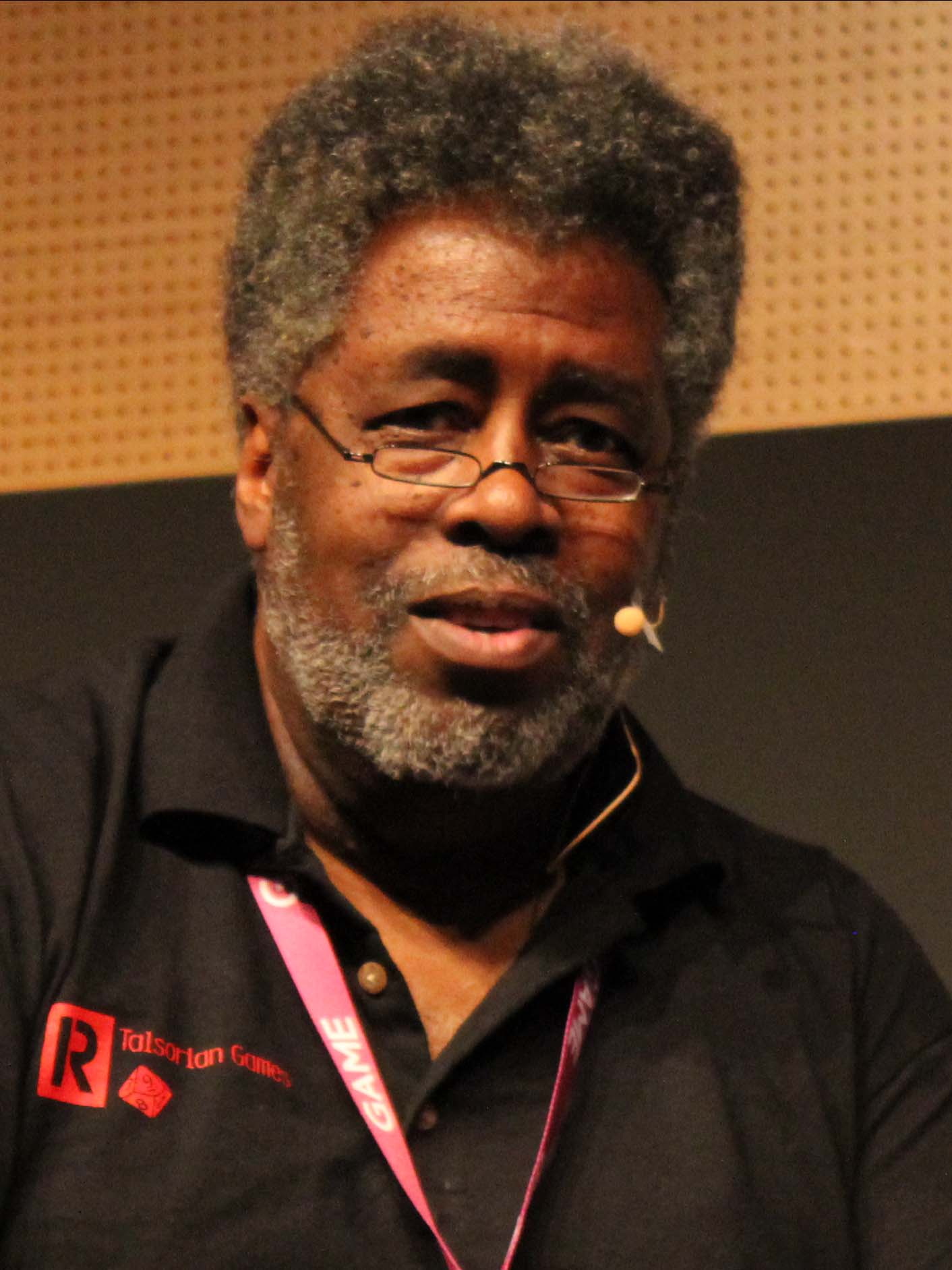
游戏设计者迈克·庞德史密斯，摄于2017年。

《赛博朋克》由迈克·庞德史密斯设计，题材上复刻了1980年代賽博龐克科幻小说的阴暗现实主义风格。创作灵感主要来自沃尔特·乔恩·威廉姆斯的小说《束缚》，而威廉姆斯还参与了游戏的测试；另一个重要来源则是电影《银翼杀手》。很多人认为游戏也受到威廉·吉布森小说《神经漫游者》的影响，但庞德史密斯后来表示自己当时并没有读过该作品。其他的参考来源包括电影《狠將奇兵》和动画片《泡泡糖危机》。

### 第一版
《赛博朋克》的初始版本由R. Talsorian Games于1988年发行。游戏套装包含一个44页的手册（Handbook），一个38页的资料集（Sourcebook），一个20页的战斗手册（Combat Book），四页游戏辅助和两个十面体骰子。
随后于1989年出版了一系列规则补编：
- 《Rockerboy》 ，对摇滚小子角色的资料补充。
- 《Solo of Fortune》 ，对独狼角色的资料补充。
- 《Hardwired（英语：Hardwired: The Sourcebook）》，基于沃尔特·乔恩·威廉姆斯的小说。
- 《Near Orbit: Space Supplement（英语：Near Orbit）》，太空旅行的规则。

该版本后来被称为《赛博朋克2013》。

### 第二版：《赛博朋克2020》
1990年，R. Talsorian Games发布了游戏的第二版，名为《赛博朋克2020》（Cyberpunk 2020），更新了战斗、网络操作和角色创建的相关规则。游戏时间线也被追溯修订以适应1990年的德国统一。游戏以盒装套装发行，包含一本222页的平装规则书，以及一本24页的宣传册（Screamsheets），列有参考资料和小冒险。
随后R. Talsorian Games发布了两个修订版本：《赛博朋克2020》2.00版（Cyberpunk 2020 version 2.00，1992年）和《赛博朋克2020》2.01版（Cyberpunk 2020 version 2.01，1993年）。
自1993年至1996年间，R. Talsorian Games共出版了28份规则补编和资料集，附有6个冒险活动。此外，Atlas Games在1991年至1994年期间也获得授权，出版了12个冒险活动。
1992年，Dream Pod 9发行了《夜之边缘》（Night's Edge），将《赛博朋克2020》的背景设定与恐怖元素相结合，包括吸血鬼和狼人等。Dream Pod 9在1992年至1995年间还出版了其他10个该设定下的补充资料和冒险活动。
1993年出版了一本名为《Cybergeneration》的另类世界资料集，主角为一种由纳米技术病毒而获得非凡超人类能力的青少年。最初的《Cybergeneration》版本基于《赛博朋克2020》规则书，但后来以独立游戏发行。
《赛博朋克2020》分别在1995年和1996年出版了两本小说。

### 第三版：《赛博朋克V3.0》
《赛博朋克V3.0》（Cyberpunk V3.0）设定在2030年代，于2005年发行。它将赛博朋克系列带入了一个第四次公司战争后的超人类主义背景中。全球网络因受破坏而无法使用，实体数据（hardcopied data）大量受损，使人类历史陷入怀疑。此时新出现了6个亚文化群体，分别为阿尔特克拉（Altcults）；其中的边缘行者（Edgerunners，又称赛博浪客）继承自先前版本中的赛博朋克（Cyberpunks）。
第三版使用Fuzion游戏系统，代替先前的联锁系统。书中的艺术插图是使用可動人偶和玩具的照片，而非前几版中的手绘作品。这种做法使书中的艺术作品受到了批评。
从2007年到2008年，还出版了两本与该版本配套的资料集。

### 第四版：《赛博朋克：红》
系列第四版为《赛博朋克：红》（Cyberpunk Red），设定在2045年，继承《赛博朋克2020》，同时为电子游戏《赛博朋克2077》的前传。游戏发生在第四次公司战争之后，但与《赛博朋克V3.0》的时间线相互独立。
《赛博朋克：红》的核心规则书发布于2020年11月。而在2019年8月的Gen Con上，首先发布的是名为《赛博朋克：红—快速启动套装》（Cyberpunk Red Jumpstart Kit）的简化套件。核心规则书的延迟发布原因起初是为了使游戏世界观与《赛博朋克2077》更好地对照，而后则是受到2019冠状病毒病疫情影响 。
基于动画剧集《赛博浪客》的成功和电子游戏《赛博朋克2077》mod的流行，R. Talsorian开始开发新的资料集。资料集将基于现有的《赛博朋克：红》框架。这本资料集的开发是为了应对为视频游戏创建的游戏mod的流行。新作发生在2077年的时间线上，R. Talsorian公司宣布计划继续为2045年的设定制作内容。

## 反响与评价
在第37期《Challenge》杂志中，朱莉娅·马丁评论道：“这款游戏很有风格。虽然它有一些缺陷，但《赛博朋克》出色地再现了它汲取灵感的文学和电影的氛围。”马丁认为战斗系统存在问题，特别是规则的安排、一些模糊的规则以及缺乏超先进武器。她也指出游戏中存在许多错别字：“坦率地说，自从几年前的Judges Guild结束运营后，我觉得我就没见过这么多明显粗心的小错误。”她还发现黑客系统过于笼统。尽管存在所有这些问题，她承认：“我真的很喜欢这个游戏。它有很多问题，[...]但也有很多优点。[...]角色和世界观是《赛博朋克》的核心，它们是最好的部分。”她总结道：“这是奇妙的作品，经验丰富的主持人可以塑造一场震撼人心的角逐。它绝对物有所值（你甚至可能喜欢战斗系统）。去看看吧。”
斯图尔特·维克在《White Wolf》第14期上为《赛博朋克》撰写了评论，给出了3分的总体评价，并表示“《赛博朋克》是在适合角色扮演的环境中的一款不错的游戏。”
在1989年5月的第5期《游戏国际》杂志中，保罗·梅森评价规则杂乱无章，缺乏索引；大量错别字“是匆忙出版的标志”。梅森认为尽管游戏背后的概念“相当吸引人”，但本应改善传统非描述性生命值的战斗系统，却因受限于数值表而失去描述性。他最终打了3分的平均分：“总的来说，《赛博朋克》做到了。如果你想在该题材中选择一款游戏，并且想要一个单一的规则和背景来源，那么这个游戏就足够胜任任务[...]它没有包含任何对角色扮演游戏来说完全新颖的想法，所以它对除了顽固收藏家之外的其他人没有多大用处。”
在1989年9月的第149期《龙》杂志中，吉姆·班布拉认可了原版的制作水准，但发现各种书籍中有许多错别字，还有缺失的遭遇表。班布拉认为该设定“出色地捕捉到了一个令人不安而真实可信的未来的气氛。网络的发展和呈现令人惊叹，是无数冒险的基石。没有其他游戏如此成功地描绘了计算机黑客的活力和吸引力。”他总结说，这并非适合每个人：“在英雄式幻想或闪亮科幻游戏中长大的玩家可能不喜欢赛博朋克游戏的沙土现实主义……要确定游戏是否是适合你，读几本赛博朋克风格的小说。如果你喜欢它们，别浪费时间——立即去购买《赛博朋克》游戏。欢迎体验边缘生活。”而在1992年9月的第185期《龙》杂志中，艾伦·瓦尼发现《赛博朋克2020》与第一版相比同样充满风格，但他在该版本中发现了比第一版更多的错别字。瓦尼喜欢新的精简战斗系统，但批评了现代战斗的二元性，即“没有护甲的角色在10秒的战斗中会变成血泊，而那些穿着防弹衣的角色可以抵御冲锋枪的火力”。瓦尼还认为黑客系统得到了很大改进，称规则系统“优雅而独特”。瓦尼认为第二版最大的缺点是没有索引，但他也批评了游戏机制的矛盾：“你可以闯入欧洲银行，挪用五百万美元，但你最好按时支付电话费，否则就有大麻烦了。”他指出游戏处于“奇特的立场，主张反叛，但只接受社会上可接受的方式。”尽管如此，瓦尼总结道：“《赛博朋克》第二版在各个方面都超越了第一版。以其流畅的动作、‘纯正’的赛博朋克氛围、易于理解的背景设定和中低复杂度，这款游戏是我列出的领域内最好的暗黑近未来冒险之路。”
在《Arcane》杂志于1996年进行的针对最受欢迎的50款角色扮演游戏的一次读者调查中，《赛博朋克》排名第10。编辑保罗·佩登盖尔评论道：“《赛博朋克》是第一款‘纯正’的且仍是最好的赛博朋克RPG。赛博朋克与其他科幻的区别在于风格和态度。从背景到规则系统，赛博朋克的一切都被设计成创造这种重要的氛围。赛博朋克设定在一个无情的世界中，背叛和欺骗很常见，信任难以获得，而猜忌是有用的生存特质。”
2020年11月，《福布斯》发现《赛博朋克：红》延续了《赛博朋克2020》的主题。撰稿人罗伯·威兰赞扬了角色生成系统，称：“《赛博朋克》的标志性元素之一，生活轨迹（Lifepath），经过了很大的改进。生活轨迹是一个图表，玩家通过掷骰确定角色历史的各个元素。它为GM提供了情节钩子，创造了恋人、朋友、竞争对手等。《赛博朋克》在角色之间的个人联系上取得了成功。生活轨迹使得玩家更容易接受；玩家会更感兴趣一个旧情人给的任务，而不是一个随机NPC。”